# Heinrich Hansen (Pfarrer)

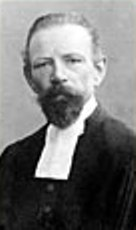
Heinrich Hansen

Heinrich Hansen (* 13. Oktober 1861 in Klockries bei Lindholm; † 17. April 1940 in Breklum) war evangelisch-lutherischer Pfarrer und Initiator der Hochkirchlichen Vereinigung.

## Leben
Heinrich Hansen wurde in Klockries bei Lindholm in Nordfriesland als Sohn eines Lehrers geboren.
Hansen studierte Theologie in Kiel und Erlangen, Hebräisch, Syrisch, Arabisch und Altes Testament bei August Klostermann. Er arbeitete seit 1887 als Pfarrer in Schleswig-Holstein, er betreute dort die Pfarren in Reinfeld, Lindholm, auf Pellworm, in Kropp und in Olderup bei Husum. Seinen Ruhestand verlebte er ab 1930 in Husum, seit 1937 in Breklum, wo er auch starb.

## Kirchliches Engagement
Hansen dichtete lateinische Hymnen und setzte sich für den Gebrauch der plattdeutschen Sprache in Gottesdienst und Predigt ein. Er arbeitete an einer plattdeutschen Bibelübersetzung und gab ein plattdeutsches Gesangbuch heraus.
Durch das Studium der alten lutherischen Theologen, besonders des Martin Chemnitz, und des katholischen Theologen Johann Adam Möhler gelangte Hansen zu einer evangelisch-katholischen Auffassung von Kirche und gab zum Reformationsjubiläum 1917 mit seiner Arbeit Stimuli et clavi (Spieße und Nägel) 95 Thesen auf Lateinisch und Deutsch heraus, die eine scharfe Kritik an dem damaligen Protestantismus wegen des „Abfalls von der Katholizität“ übten. Diese gaben unter anderem den Anstoß zur Gründung der Hochkirchlichen Vereinigung im Oktober 1918, deren Mitbegründer und erster Vorsitzender Hansen war. Er zählt zu den bedeutendsten Pionieren sowohl der kirchlichen Erneuerungsbewegung im deutschen Protestantismus wie der kirchlichen Einigungsbewegung.

## Schriften
- Die Oden Salomos in dt. Nachdichtungen. 1911.
- Lauda Sion Salvatorem. Cantica Latina. 1913.
- Psalmbook. Dat heet Christelige Leeder för sassische Lüd. 1916 (verm. 1919).
- Pellwormer Chronik, Verlag Julius Bergas, Schleswig 1917
- Stimuli et clavi i. e. theses adversus huius temporis errores et abusus. Spieße u. Nägel … (1917). In: Hochkirche. Bd. 1, 1919; Bd. 8, 1926; Bd. 11, 1929; und in: Eine heilige Kirche. 1957, H. 5.
- Die Lehre von der sichtbaren Kirche in lutherischer Bedeutung. In: Una Sancta. Bd. 2, 1926, S. 386 ff.
- Verfall und Wiederaufbau der Kirche. In: Eine heilige Kirche. Bd. 10, 1928, S. 240 ff., 259 ff.
- Universale Kirche. Ein Wort z. Nachdenken an alle Christen. In: Hochkirche. Bd. 16, 1934, S. 67 ff.
- Johanneisches Zeitalter. In: Hochkirche. Bd. 21, 1939, S. 272 ff.
- Die Reformation in ihrer Bedeutung für die gesamte Kirche. In: Hochkirche. Bd. 22, 1940/41, S. 293 ff.